# 岩鱷屬
岩鱷屬（學名：Sillosuchus）又名席爾鱷，是種史前爬行動物，屬於伪鳄类，生存於三疊紀晚期的阿根廷，身長估計約3公尺，但化石殘片編號PVL2267經估計體長可超過9公尺。。
岩鱷的化石發現於阿根廷聖胡安省，保存於聖胡安國立大學。屬名在古希臘文意為「Sill的鱷魚」，是以阿根廷古生物學William Dudley Sill為名。